# Pantòmetre

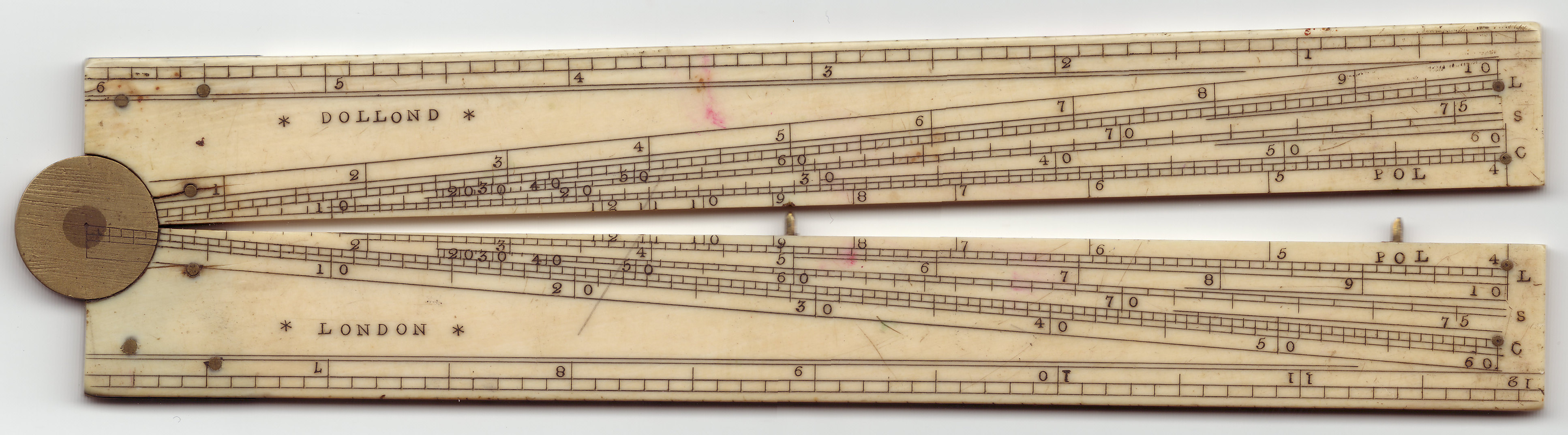
Un pantòmetre típic anglès, probablement de principis del, fet d'ivori amb frontissa de llautó. Aquest costat té escales per a línies de línies (L), secants (S), acords (C) i polígons (POL), juntament amb una escala de regle de 12 polzades a les vores exteriors.

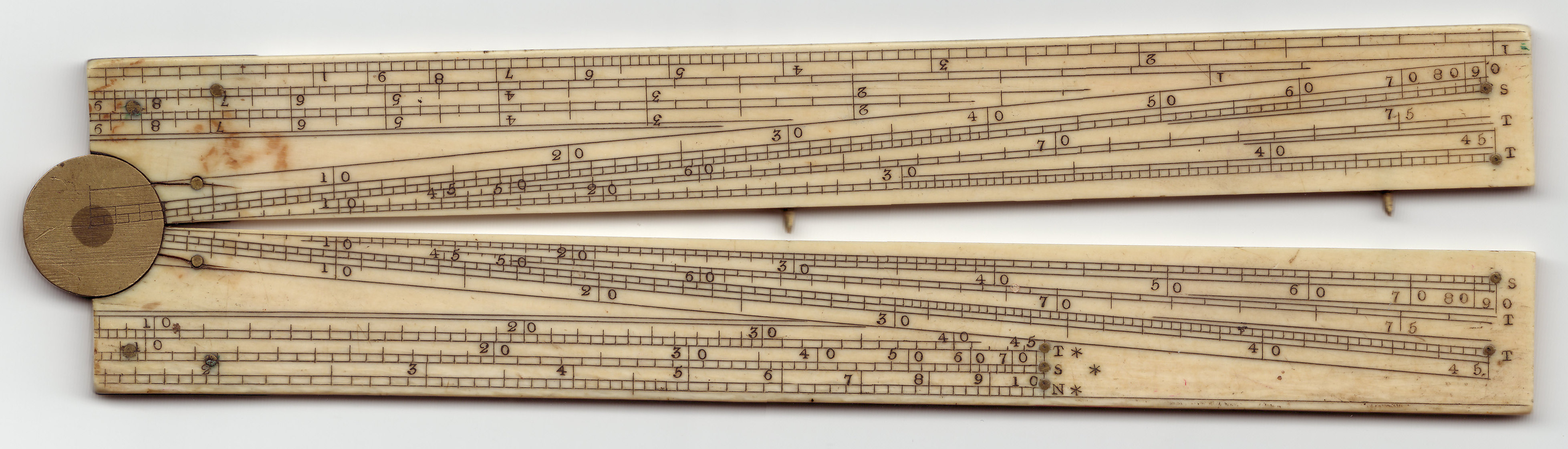
L'altre costat del mateix pantòmetre, amb escales per a una línia de sinus (S) i dues línies de tangents (T), juntament amb escales logarítmiques de Gunter per a nombres (N), sinus (S) i tangents (T) a la vores exteriors.

El pantòmetre o compàs de proporcions o compàs militar, és un instrument que permet calcular o resoldre problemes variats de manera indirecta. És una mena de calculadora analògica que es basa en la proporcionalitat entre segments.
Va ser un instrument de càlcul important en ús des de finals del segle XVI fins al segle XIX. És un instrument format per dos regles d'igual longitud units per una frontissa. Sobre l'instrument s'hi inscriuen una sèrie d'escales que faciliten diversos càlculs matemàtics. S'utilitzava per resoldre problemes de proporció, multiplicació i divisió, geometria i trigonometria, i per calcular diverses funcions matemàtiques, com ara arrels quadrades i arrels cúbiques. Les seves diverses escales permetien solucions fàcils i directes de problemes de tir, topografia i navegació. El pantòmetre deriva el seu nom de la quarta proposició del sisè llibre d'Euclides, on es demostra que els triangles semblants tenen els seus costats semblants proporcionals. Alguns pantòmetres també incorporaven un quadrant, i de vegades una pinça a l'extrem d'una cama que permetia utilitzar l'aparell com a quadrant d'artiller.
La primera patent documentada d'un pantòmetre fou d'Abel Foullon (any 1555, França) que l'anomenà "holomètre". El terme holòmetre és un sinònim acceptat en català. Però s'atribueix a Galileo Galilei la seva popularització.

## Història

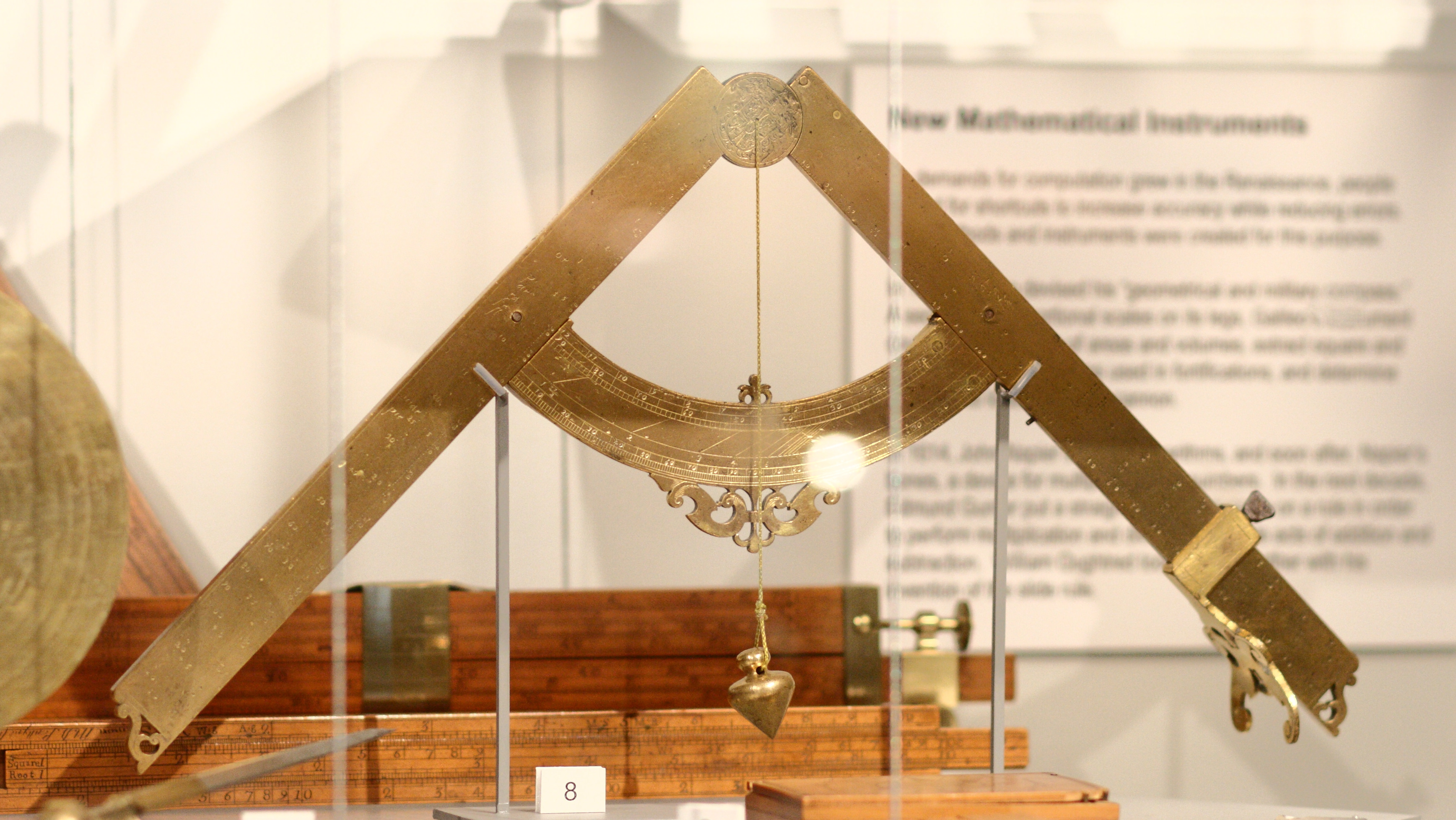
El compàs geomètric i militar de Galileu, que es creu que es va fer c. 1604 de Mazzoleni

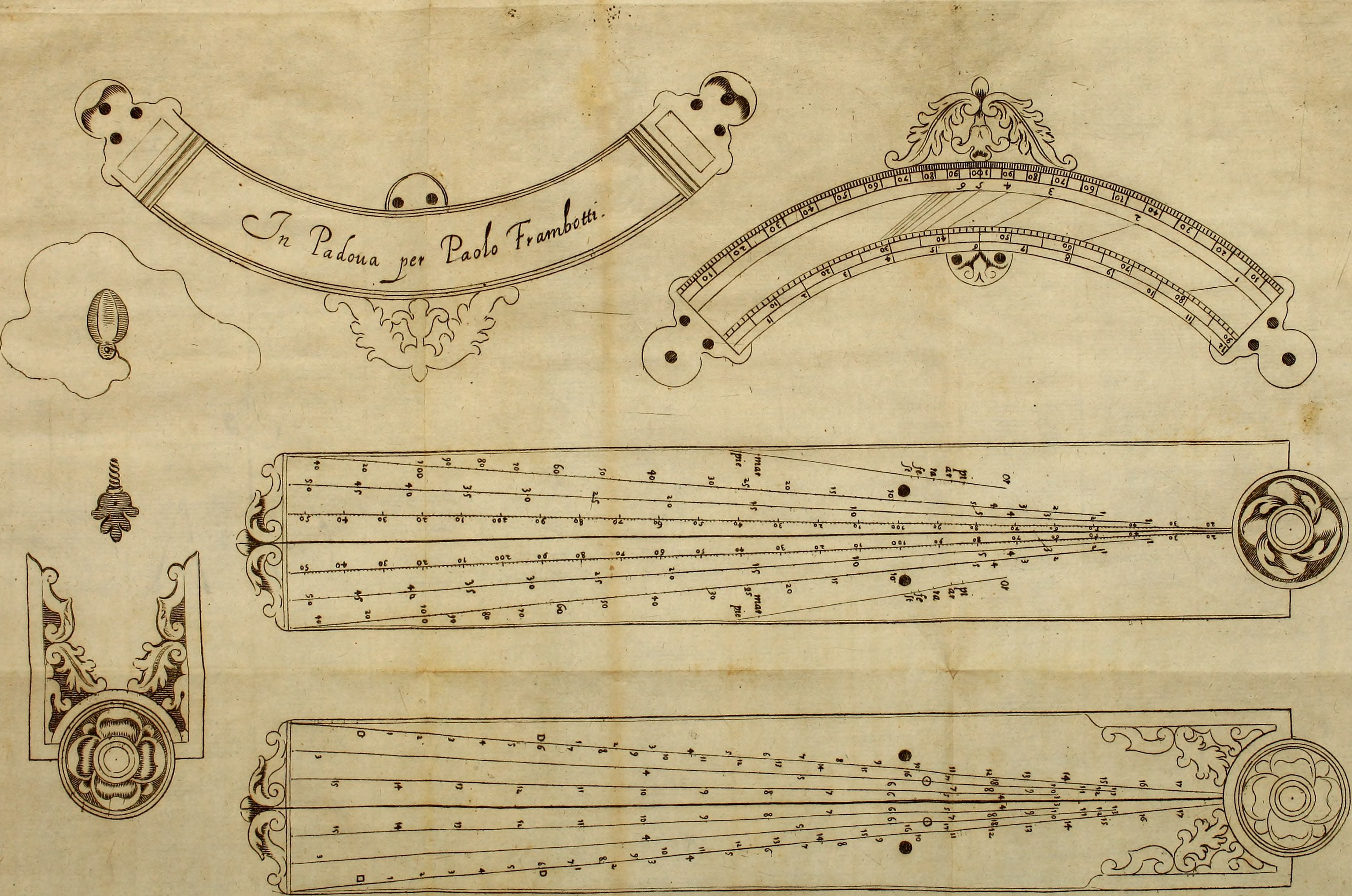
Figura que mostra les escales del compàs militar de Galileu, del seu manual del dispositiu.

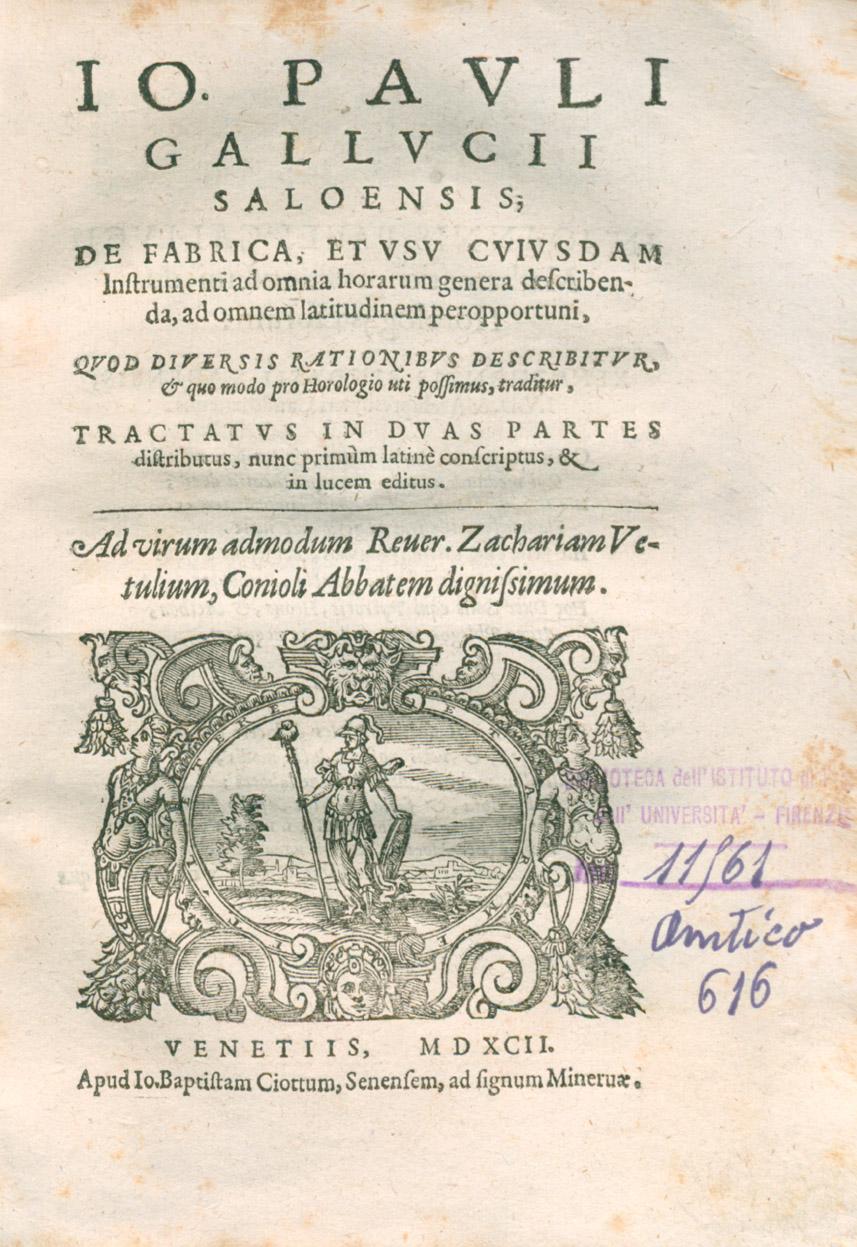
De fabrica et usu menti ad omnia horarum genera describenda (1592), on Giovanni Paolo Gallucci és un dels primers a descriure el pantòmetre

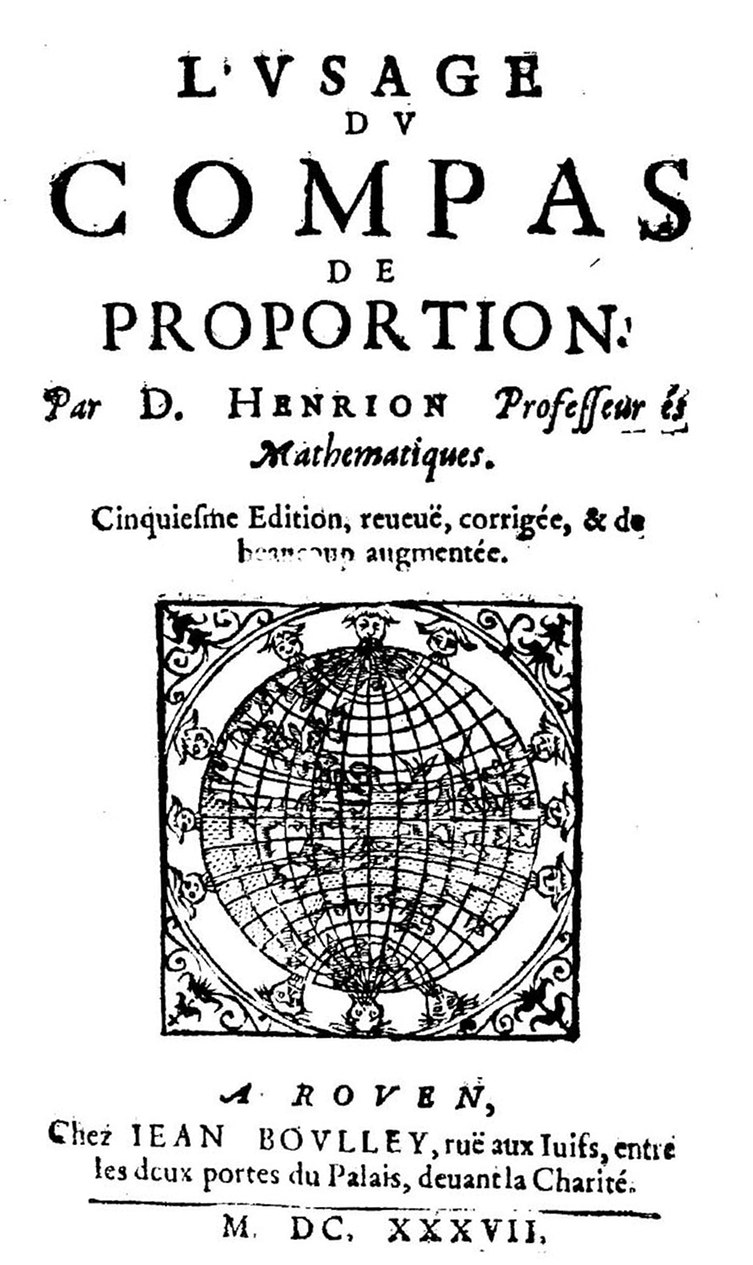
Clément Cyriaque de Mangin, Usage du compas de proportion, 1637

Essencialment, el pantòmetre va ser inventat, simultàniament i de manera independent, per diverses persones abans de l'inici del segle xvii.
Fabrizio Mordente (1532 - ca 1608) va ser un matemàtic italià conegut sobretot per la seva invenció del "compàs proporcional de vuit puntes" que té dos braços amb cursors que permeten resoldre problemes en mesurar la circumferència, l'àrea i els angles d'un cercle. El 1567 va publicar un tractat d'un sol full a Venècia que mostrava il·lustracions del seu dispositiu. El 1585 Giordano Bruno va utilitzar el compàs de Mordente per refutar la hipòtesi d'Aristòtil sobre la inconmensurabilitat dels infinitesimals, confirmant així l'existència del "mínim" que va establir les bases de la seva pròpia teoria atòmica.
El crèdit de la invenció es dona sovint a Thomas Hood, un matemàtic britànic, o al matemàtic i astrònom italià Galileo Galilei. Galileu, amb l'ajuda del seu fabricant d'instruments personal Marc'Antonio Mazzoleni, va crear més de 100 còpies del seu disseny del compàs militar i va formar estudiants en el seu ús entre 1595 i 1598. Dels inventors acreditats, Galileu és sens dubte el més famós, i estudis anteriors solen atribuir-li el seu invent.

## Descripció
El pantòmetre té la forma d'un compàs, les dues cames del qual són dos regles graduats. Els regles tenen forma rectangular i estan units mitjançant una frontissa. En posició tancada formen un prisma rectangular relativament pla. La frontissa permet que s'obrin en forma de compàs per a realitzar les operacions necessàries.
La següent és una descripció de l'instrument tal com va ser construït per Galileu, i per al qual va escriure un manual popular. Els valors finals són arbitraris i varien d'un fabricant a un altre.

### Les línies aritmètiques
Les escales més internes de l'instrument s'anomenen línies aritmètiques a partir de la seva divisió en progressió aritmètica, és a dir, per addicions iguals que procedeixen del nombre 250. És una escala lineal generada per la funció {\displaystyle f(n)=Ln/250}, on n és un nombre enter entre 1 i 250, ambdós inclosos, i L és la longitud a la marca 250.

### Les línies geomètriques
Les escales següents s'anomenen línies geomètriques i es divideixen en 50 en longituds que varien com l'arrel quadrada dels valors etiquetats. Si L representa la longitud a 50, aleshores la funció generadora és {\displaystyle f(n)=L(n/50)^{1/2}}, on n és un nombre enter positiu menor o igual a 50.

### Les línies estereomètriques
Les línies estereomètriques s'anomenen així perquè les seves divisions són segons les proporcions dels cossos sòlids, fins a 148. Una de les aplicacions d'aquesta escala és calcular, quan se li dona una aresta de qualsevol cos sòlid, la vora corresponent d'un de semblant que té una relació de volum determinada amb la primera. Si L és la longitud de l'escala a 148, aleshores la funció de generació d'escala ho és {\displaystyle f(n)=L(n/148)^{1/3}}, on n és un nombre enter positiu menor o igual a 148.

### Les línies metàl·liques
Aquestes línies tenen divisions on apareixien aquests símbols (abreviatures italianes): "o" (per a oro, or), "pi" (per a piombo, plom), "ar" (per a argento, plata), "ra" (per rame, coure), "fe" (per ferro, ferro), "st" (per a stagno, llauna), "mar" (per a marmo, marbre), i "pastís" (per a pietra, pedra). Aquests donen les proporcions i les diferències de pesos específics dels materials. Amb l'instrument posat a qualsevol obertura, els intervals entre qualsevol parell de punts marcats corresponentment indiquen els diàmetres de boles (o costats d'altres cossos sòlids) semblants entre si i iguals en pes.

### Les línies poligràfiques
A partir de la informació proporcionada, la longitud del costat i el nombre de costats, les línies poligràfiques donen el radi del cercle que contindrà el polígon regular requerit. Si el polígon requerit té n costats, llavors l'angle central oposat a un costat serà 360/ n .

### Les línies tetragòniques
Les línies tetragòniques s'anomenen així pel seu ús principal, que és quadrar totes les àrees regulars i també el cercle. Les divisions d'aquesta escala utilitzen la funció {\displaystyle f(n)=L{\big (}3^{1/2}\tan(180/n)/n{\big )}^{1/2}}, entre els valors de 3 i 13.

### Les línies afegides
Aquestes línies afegides estan marcades amb dues sèries de números, de les quals la sèrie exterior comença prop de l'extrem exterior en una determinada marca "D" (un símbol de semicercle, no la lletra majúscula D), que és seguida (anant cap a dins) pels números. 1, 2, 3, 4 i així successivament fins al 18. La sèrie interior comença des d'una altra marca "□" (un símbol quadrat) a l'extrem exterior, continuant cap a dins fins a 1, 2, 3, 4, i així successivament també fins a 18. Aquestes línies es van utilitzar juntament amb les altres escales per a una sèrie de càlculs complexos.

## Ús

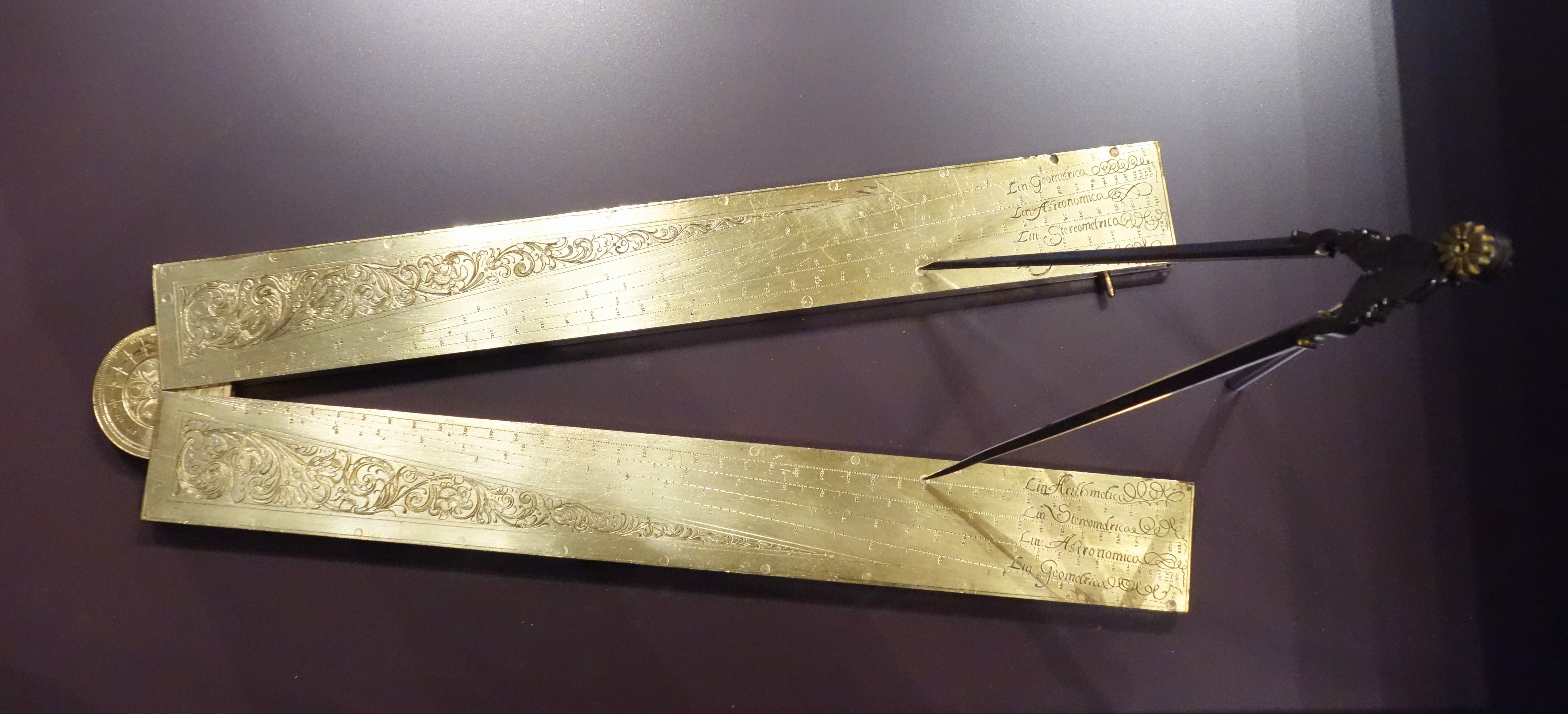
pantòmetre de llautó amb separadors, probablement fet a Dresden cap al 1630

L'instrument es pot utilitzar per resoldre gràficament qüestions de proporció i es basa en el principi de triangles semblants. La seva característica vital és un parell de potes articulades, que porten escates geomètriques aparellades. En ús, els problemes es configuren utilitzant un parell de separadors per determinar l'obertura adequada de les potes articulades, i la resposta es treu directament com a dimensió mitjançant els divisors. Al disseny bàsic es van afegir ràpidament escales especialitzades per a càlculs d'àrea, volum i trigonomètrics, així com problemes aritmètics més senzills.
Les diferents versions de l'instrument també van prendre diferents formes i van adoptar funcions addicionals. El tipus publicat per Hood estava pensat per utilitzar-lo com a instrument de topografia i incloïa no només punts de mira i una presa de muntatge per connectar l'instrument a un pal o pal, sinó també una escala d'arc i una cama lliscant addicional. Els primers exemples de Galileu estaven pensats per ser utilitzats com a nivells d'artiller, així com aparells de càlcul.